# Centauro (hijo de Ixión)
En la mitología griega Centauro (en griego Kένταυρος) era el progenitor epónimo de la estirpe de los centauros. Unos dicen que era hijo de Ixión y Néfele, y otros que de Apolo y Estilbe.
En la Biblioteca mitológica se dice que Ixión, enamorado de Hera, intentó forzarla. Cuando Hera lo denunció, Zeus deseoso de conocer la verdad formó una nube semejante a Hera y la colocó cerca de Ixión. Éste, por ufanarse de haber gozado de Hera, fue atado por Zeus a una rueda en la que llevado por los vientos paga su culpa. La nube fecundada por Ixión parió a Centauro.
Píndaro está de acuerdo con el autor anterior y añade que la nodriza de Centauro (que no especifica) fue quien le puso su nombre. Más tarde Centauro, que tenía cuerpo de hombre, «se ayuntó con las yeguas de Magnesia al pie del Pelión, y nació una horda asombrosa, semejante a los dos progenitores, igual a la madre en la parte de abajo, igual por arriba a su padre».
Diodoro Sículo nos narra la genealogía común que poseen los centauros y los lapitas. Dice que Peneo, uno de los dioses fluviales, y del que tomó su nombre el río Peneo de Tesalia, se unió a una ninfa llamada Creúsa y engendró a sus hijos Hipseo y Estilbe. A ésta náyade se unió Apolo para engendrar a Lápites y a Centauro, quienes dieron sus nombres a las tribus que les sucedieron.